# 엑셰시

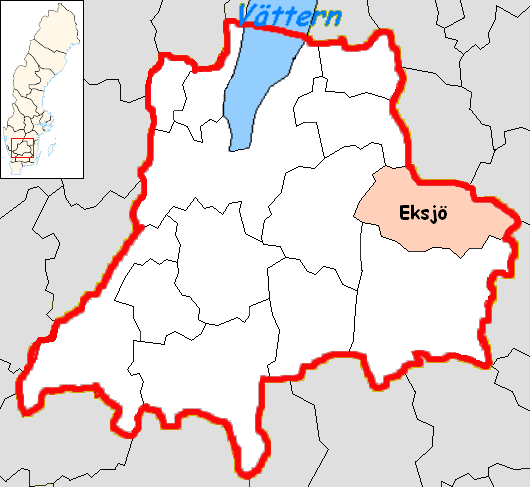
엑셰 시의 위치

엑셰시(스웨덴어: Eksjö kommun)는 스웨덴 옌셰핑주에 위치한 지방 자치체로 행정 중심지는 엑셰이며 면적은 873.29km2, 인구는 17,129명(2016년 12월 31일 기준), 인구 밀도는 20명/km2이다.

시 문장